# Tussenklappen
Tussenklappen est un hameau qui fait partie de la commune de Midden-Groningue dans la province néerlandaise de Groningue. Le hameau est situé sur le Meedenerdiep.